# Rhynchozoon stomachosum
Rhynchozoon stomachosum är en mossdjursart som beskrevs av Hayward och Cook 1983. Rhynchozoon stomachosum ingår i släktet Rhynchozoon och familjen Phidoloporidae. Inga underarter finns listade i Catalogue of Life.